# Гранд Баса
Гранд Баса е окръг в Либерия. Разположен е в централната част на страната и има излаз на Атлантическия океан. Столица на окгръга е град Бучанан, разположен на брега на океана. Площта на Гранд Баса е 7932 км², а населението, според преброяването през 2008 г., е 221 693 души. Гъстотата на населението е 27,95 души/км². Гранд Баса се дели на 4 района.